# Manfred Thiesmann
Manfred Thiesmann (* 1945) ist ein ehemaliger deutscher Schwimmtrainer. Er war im Verein und als Bundestrainer tätig.

## Leben
Thiesmann war bis 1980 Trainer bei der SG Hansa Dortmund und führte u. a. Gerald Mörken zum Europameistertitel mit Weltrekord über 200 m Brust. Von 1980 bis 2003 war er deutscher Bundestrainer Schwimmen der Männer und anschließend bis 2008 fünf Jahre Honorartrainer. Von 1980 bis 2008 arbeitete er dabei eng mit der Sportfördergruppe der Bundeswehr Warendorf zusammen, wo er auch selbst tätig war.
Seit 2006 gehörte er nicht mehr zur ersten Reihe der DSV-Trainer. In seine Amtszeit fielen sechs Olympische Sommerspiele, 20 Welt- und 26 Europameisterschaften. Erfolgreichster Schützling Thiesmanns war der dreifache Olympiasieger Michael Groß. Daneben betreute er Schwimmer wie Mark Warnecke.
Kurz vor dem Ende seiner aktiven Trainerkarriere wurde Thiesmann dem DOSB nicht von DSV-Sportdirektor Örjan Madsen zur Nominierung als Betreuer für die Olympischen Spiele 2008 in Peking vorgeschlagen. Daraufhin klagte der Trainer, um mit einer einstweiligen Verfügung seine Nominierung zu erzwingen. Die Klage wurde in zwei Instanzen abschlägig entschieden. Thiesmann reiste daher auf eigene Kosten und als Privatmann nach Peking.